# Cleptocaccobius biceps
Cleptocaccobius biceps är en skalbaggsart som beskrevs av D'orbigny 1905. Cleptocaccobius biceps ingår i släktet Cleptocaccobius och familjen bladhorningar. Inga underarter finns listade i Catalogue of Life.